# SAS Group
Die SAS Group ist eine multinationale skandinavische Holdinggesellschaft und Eigentümerin mehrerer europäischer Fluggesellschaften. Die Länder Schweden (14,82 %) und Dänemark (14,24 %) halten zusammen 29,06 % des Aktienkapitals, weitere etwa 30 % werden von institutionellen Anlegern gehalten und die restlichen 40 % werden als Streubesitz an den Wertpapierbörsen Stockholm, Kopenhagen und Oslo gehandelt.

## Tochtergesellschaften
- SAS Denmark A/S, SAS Norway AS, SAS Sweden AB (Scandinavian Airlines System, 100 %)[3]
- Scandinavian Airlines Connect Ltd. (100 %)
- SAS Link AB (100 %)
- SAS Cargo Group AS (100 %)[3]

Ehemalige Tochtergesellschaften
- Air Greenland A/S (37,5 % bis 2019)[3]
- Blue1 (100 %)
- Estonian Air (2,7 %)[3]
- AeBal (25 %; hat 2010 den Betrieb eingestellt)
- Air Baltic (47,2 %; wurde 2011 verstaatlicht)
- Rezidor Hotel Group (wurde 2006 durch den Minderheitsmiteigentümer Carlson Companies übernommen)
- SAS Ground Handling Denmark A/S, SAS Ground Handling Norway AS, SAS Ground Handling Sweden AB (2015 verkauft)
- SAS Norge (100 %; wurde 2009 in SAS Scandinavian Airlines integriert)
- Skyways Express (19,9 %, Anteil wurde 2010 an den Mehrheitseigentümer verkauft)
- Spanair (19,9 %; hat 2012 nach Insolvenz den Betrieb eingestellt)
- Widerøe’s Flyveselskap (bis 2013 100 %, bis 2016 20 %)[3]